# 송정해수욕장 (부산)
송정해수욕장(松亭海水浴場)은 부산광역시 해운대구 송정동에 있으며, 한국의 동해에서 가장 남쪽의 해수욕장이다. 모래사장은 길이가 1.2 km, 폭이 57 m, 총 면적 6만2150 m²이다. 시설 관리자는 부산광역시장, 해운대구청장이다.
번잡하고 화려한 분위기인 부산 남해의 해수욕장(해운대해수욕장, 광안리해수욕장 등)에 비해 조용하고 아늑하며 수질이 깨끗하다.

## 참고 자료
- 송정 해수욕장 - 기상청 일기예보